# Ray D’Addario
Raymond D’Addario (geboren 18. August 1920; gestorben 13. Februar 2011, Holyoke (Massachusetts)) war ein amerikanischer Fotograf, der insbesondere für seine fotografische Begleitung der Nürnberger Prozesse bekannt wurde.

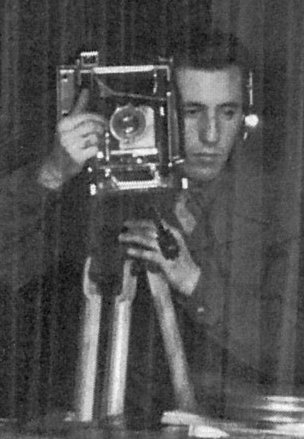
Ray D’Addario in Nürnberg

## Wirken
D’Addario arbeitete ab 1938 als freiberuflicher Fotograf. Damit machte er sein Hobby zum Beruf. Er meldete sich freiwillig zur amerikanischen Armee, bevor die USA in den Zweiten Weltkrieg eintraten. Nach dem japanischen Überfall auf Pearl Harbor wurde er als Armeefotograf nach London versetzt. Er wurde 1946 als Beobachter der Nürnberger Prozesse ausgewählt. Von den militärischen Fotojournalisten war er bald der aktivste und profilierteste. Er musste sich mit gerichtlich angeordneten Einschränkungen arrangieren, z. B. auf Blitzlichtaufnahmen verzichten. Die zu Tausenden angefertigten Schwarzweiß- und Farbfotografien der 21 Angeklagten wurden in allen Zeitungsartikeln über den Kriegsverbrecherprozess verwendet. Auch wenn seine Arbeit vor allem durch die Bilder der Anklagebank bekannt wurden, machte er auch Aufnahmen der Ankläger, Stummfilmaufnahmen des Gerichts oder der stark zerstörten Stadt Nürnberg. Auch nach seiner Entlassung aus der US-Army wurde er für die nachfolgenden Prozesse wieder als Fotojournalist benötigt, um die Prozesse gegen die Kriegsverbrechen von über 200 Nazis zu dokumentieren.
In Nürnberg wurde Ray D’Addario zusätzlich bekannt, als er in den 1970er-Jahren wieder Nürnberg besuchte und zahlreiche seiner Fotomotive von 1945 mit denen von 1970 verglich. Aus ihnen geht hervor, wie stark Nürnberg im Krieg zerstört wurde und wie Nürnberg danach wieder aufgebaut wurde. Die Fotos wurden als Bildband veröffentlicht. Auch spätere Bildbände mit dem Titel „Erinnerungen – Nürnberg damals und heute“ griffen auf D’Addarios Bilder aus der Nachkriegszeit zurück.

## Veröffentlichungen (Auswahl)

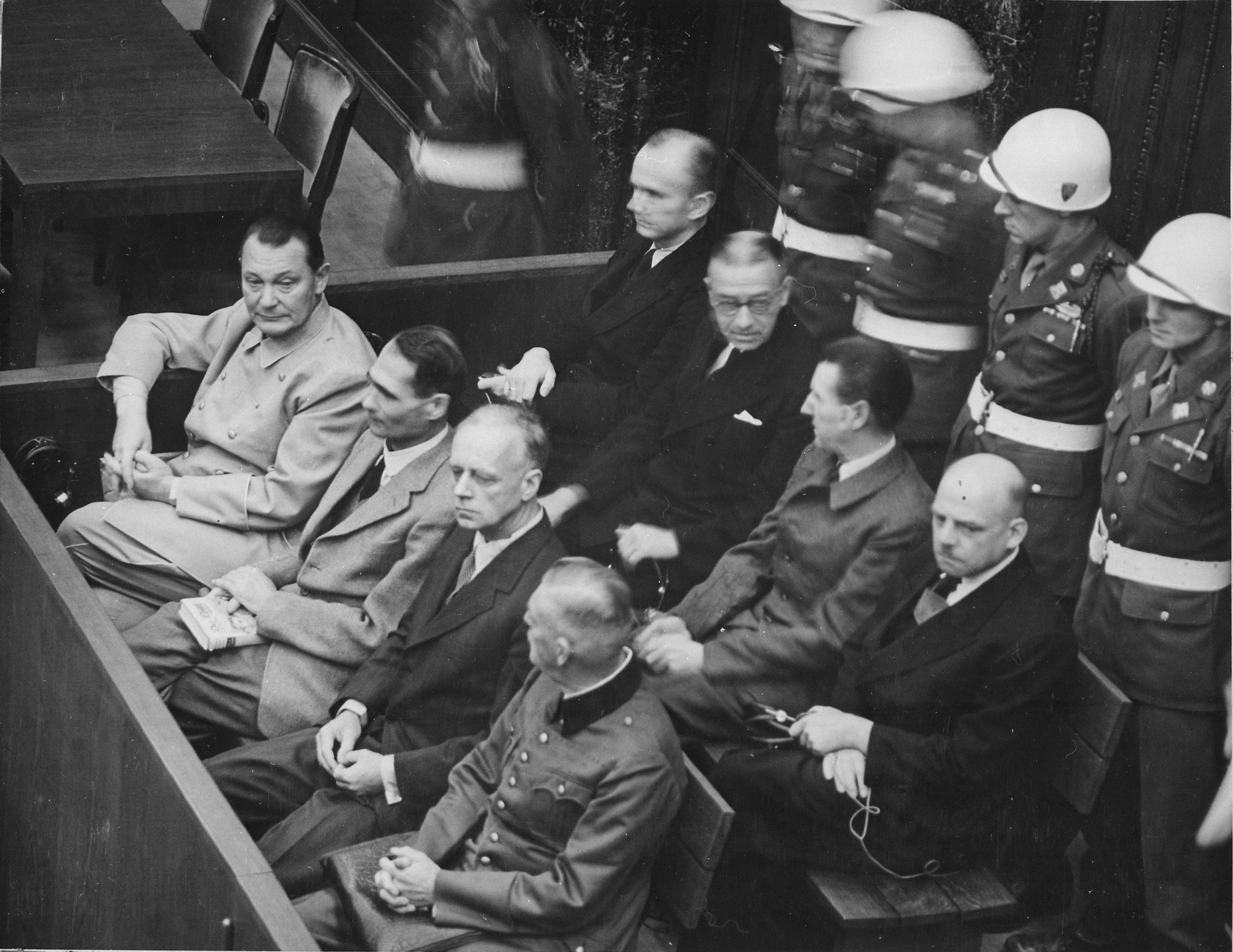
Eines der bekanntesten Fotos von Ray D’Addario – die Anklagebank

- Nürnberg, damals, heute: 100 Bilder zum Nachdenken („Nuremberg, Then and Today: 100 Images for Reflection“), 1970
- Der Nürnberger Prozess : das Verfahren gegen die Hauptkriegsverbrecher 1945 - 1946. Fotos: Ray D'Addario. Text: Klaus Kastner. Nürnberg : Hofmann, 1994